# Total Fun
 (septembre 2018).
Si vous disposez d'ouvrages ou d'articles de référence ou si vous connaissez des sites web de qualité traitant du thème abordé ici, merci de compléter l'article en donnant les références utiles à sa vérifiabilité et en les liant à la section « Notes et références ».
Total Fun est une émission de dédicaces de Fun TV arrivée à l'antenne en septembre 2000.

## Description
Le mercredi, elle était présentée par Zuméo et le « Cyborg » alias Aurélien Combelles qui faisait également le son de l'émission. 
Ce dernier ratait quasi-systématiquement en direct les sketches écrits à l'avance. 
Le week-end, l'émission était présentée par Julie alias Julienne Bertaux et durait 4 heures avant d'être raccourcie d'une heure en janvier 2001.
En septembre 2001 Total Fun disparait le mercredi pour ne rester à l'antenne que le week-end. Elle est présentée par les finalistes du Casting Live de l'année précédente : Audrey Garcia et Audrey Sarrat.
La première présente l'émission du samedi accompagnée de sa standardiste Mélanie (qui prendra de plus en plus d'importance dans l'émission jusqu'à devenir coanimatrice sous le nom de Mélanie Kah). 
La seconde présente l'émission du dimanche seule en début de saison et sera bientôt rejointe par son standardiste Fifi, aujourd'hui connu au sein de La bande à Fifi.
Les deux émissions, bien qu'ayant le même nom et le même principe de base (les dédicaces), ont des tons radicalement différents de par leurs animateurs et les rubriques totalement différentes. Ainsi, le samedi, Le jeu du glouglou fera un tabac et le dimanche, c'est plutôt le Fifi game qui marquera les esprits.